# Folketingsmedlemmer valgt i Grønland
Dette er en liste over alle folketingsmedlemmer valgt i Grønland. Indtil i 1953 blev der ikke valgt folketingsmedlemmer i Grønland. 1953-udgaven Danmarks Riges Grundlov bestemte for første gang at der skal vælges to medlemmer af Folketinget i Grønland.

## Valgene 1953-1973 med to opstillingskredse
Fra 1953 til 1974 var Grønland inddelt i to opstillingskredse som hver valgte et medlem af Folketinget.
Ved de første to valg i 1953 og 1957 blev der kun afholdt valg i Vestgrønland, men ikke i Nord- og Østgrønland. Valgkredsene bestod af kommunerne:
- 1. opstillingskreds: Holsteinsborg, Kongâtsiak, Egedesminde, Christianshåb, Jakobshavn, Vajgat, Godhavn, Umanak og Upernavik.
- 2. opstillingskreds: Nanortalik, Julianehåb, Narssak, Ivigtut, Frederikshåb, Godthåb og Sukkertoppen.

I 1959 blev opstillingskredsene udvidede så 1. opstillingskreds også omfattede Nordgrønland, og 2. opstillingskreds også omfattede Østgrønland (Scorebysund og Angmagssalik kommunner).
Før valget i 1964 blev Angmagssalik og Scorebysund flyttet fra 2. til 1. opstillingskreds, og Holsteinsborg flyttet fra 1. til 2. opstillingskreds.
Folketingsvalgene i Grønland bliver ikke nødvendigvis afholdt på samme dag som i Danmark.
| Valgdatoer                                                                       | Valgdatoer         | Valgte                                                                 | Valgte                                                         | Kilde  |
| Grønland                                                                         | Danmark            | 1. opstillingskreds                                                    | 2. opstillingskreds                                            | Kilde  |
| -------------------------------------------------------------------------------- | ------------------ | ---------------------------------------------------------------------- | -------------------------------------------------------------- | ------ |
| 25. august 1953                                                                  | 22. september 1953 | Landsrådsmedlem, fhv. kolonibestyrer Frederik Lynge, Egedesminde       | Landsrådsmedlem, seminarielærer Augo Lynge, Godthåb            | [ 1 ]  |
| 2. juli 1957                                                                     | 14. maj 1957       | Fhv. kolonibestyrer Frederik Lynge, Egedesminde (død 1. november 1957) | Seminarielærer Augustinus Lynge, Godthåb (død 30. januar 1959) | [ 5 ]  |
| 2. juli 1957                                                                     | 14. maj 1957       | Førstepræst Elias Lauf                                                 | Seminarielærer Nikolaj Rosing                                  | [ 6 ]  |
| 15. november 1960                                                                | 15. november 1960  | Skoledirektør Mikael Gam, København                                    | Seminarielærer Nikolaj Rosing, Godthåb                         | [ 3 ]  |
| 22. september 1964                                                               | 22. september 1964 | Fuldmægtig Knud Hertling, Søborg                                       | Seminarielærer Nikolaj Rosing, Virum                           | [ 4 ]  |
| 6. december 1966                                                                 | 22. november 1966  | Fuldmægtig Knud Hertling, Søborg                                       | Seminarielærer Nikolaj Rosing, Virum                           | [ 7 ]  |
| - 29. februar 1968 i 1. opstillingskreds - 23. januar 1968 i 2. opstillingskreds | 23. januar 1968    | Fuldmægtig Knud Hertling, Søborg                                       | Seminarielærer Nikolaj Rosing, Virum                           | [ 8 ]  |
| 21. september 1971                                                               | 21. september 1971 | Ekspeditionssekretær Knud Hertling, Herlev                             | Højskolelærer Moses Olsen, Godthåb                             | [ 9 ]  |
| 4. december 1973                                                                 | 4. december 1973   | Landsrådsmedlem Lars Emil Johansen, Godthåb                            | Overlærer Nikolaj Rosing, Godthåb                              | [ 10 ] |

## Valgene fra 1975 med en opstillingskreds
Valgloven blev i 1974 ændret så Grønland nu udgjorde en samlet opstillingskreds. Endvidere blev muligt at opstille partier og kandidatforbund, hvor der tidligere kun kunne opstille enkeltpersoner. Der er kandidatforbund fra valget i 1975, men det var først fra og med valget i 1977 at der opstillede partier.
| Valgdato           | 1. valgte                                                                       | 2. valgte                                                                                            | Kilde         |
| ------------------ | ------------------------------------------------------------------------------- | --- | ------------- |
| 9. januar 1975     | Lars Emil Johansen, lærer, København                                            | Nikolaj Rosing, overlærer, Hvidovre (død 16. august 1976)                                            | [ 2 ]         |
| 9. januar 1975     | Lars Emil Johansen, lærer, København                                            | Ole Berglund                                                                                         | [ 11 ]        |
| 15. februar 1977   | Lars Emil Johansen, lærer, Godthåb                                              | Otto Steenholdt, lærer, Egedesminde                                                                  | [ 12 ]        |
| 23. oktober 1979   | Otto Steenholdt, lærer, Næstved (Atássut)                                       | Preben Lange, lærer, Christianshåb (Siumut)                                                          | [ 13 ]        |
| 8. december 1981   | Otto Steenholdt, lærer, Næstved (Atássut)                                       | Preben Lange, lærer, København (Siumut)                                                              | [ 14 ]        |
| 10. januar 1984    | Otto Steenholdt, lærer, Næstved (Atássut)                                       | Preben Lange, lærer, København (Siumut)                                                              | [ 15 ]        |
| 8. september 1987  | Hans-Pavia Rosing, edb-programmør, Nuuk (Siumut)                                | Otto Steenholdt, lærer, Godthåb (Atássut)                                                            | [ 16 ]        |
| 10. maj 1988       | Hans-Pavia Rosing, edb-programmør, translatør, Nuuk (Siumut)                    | Otto Steenholdt, lærer, Godthåb (Atássut)                                                            | [ 17 ]        |
| 12. december 1990  | Hans-Pavia Rosing, edb-programmør, translatør, Godthåb (Siumut)                 | Otto Steenholdt, lærer, Godthåb (Atassut)                                                            | [ 18 ]        |
| 21. september 1994 | Hans-Pavia Rosing, chefkonsulent, Godthåb (uden for partierne)                  | Otto Steenholdt, landstingsmedlem, Godthåb (Atassut)                                                 | [ 19 ]        |
| 11. marts 1998     | Hans-Pavia Rosing, fhv. landsstyremedlem, Nuuk (Siumut)                         | Ellen Kristensen, overassistent, Nuusuaq (Atassut)                                                   | [ 20 ]        |
| 20. november 2001  | Kuupik Kleist, sekretær for selvstyrekommissionen, Nuussuaq (Inuit Ataqatigiit) | Lars Emil Johansen, vicekoncernchef, Nuuk (Siumut)                                                   | [ 21 ]        |
| 8. februar 2005    | Lars Emil Johansen, fhv. landsstyreformand, Nuuk (Siumut)                       | Kuupik Kleist, direktør, Nuussuaq (Inuit Ataqatigiit)                                                | [ 22 ]        |
| 13. november 2007  | Juliane Henningsen, landstingsmedlem, Sisimiut (Inuit Ataqatigiit)              | Lars Emil Johansen, fhv. landsstyreformand, Nuuk (Siumut)                                            | [ 23 ]        |
| 2011               | Sara Olsvig (Inuit Ataqatigiit)                                                 | Doris Jakobsen (Siumut)                                                                              | [ 24 ]        |
| 18. juni 2015      | Aaja Chemnitz (Inuit Ataqatigiit)                                               | Aleqa Hammond (valgt for Siumut, løsgænger fra 23. august 2016, Nunatta Qitornai fra 25. april 2018) | [ 24 ] [ 25 ] |
| 2019               | Aaja Chemnitz (Inuit Ataqatigiit)                                               | Aki-Matilda Høegh-Dam (Siumut)                                                                       | [ 24 ]        |
| 2022               | Aki-Matilda Høegh-Dam (Siumut)                                                  | Aaja Chemnitz (Inuit Ataqatigiit)                                                                    | [ 24 ]        |